# Maurice Wertheim
Maurice Wertheim (* 16. Februar 1886 in New York; † 27. Mai 1950 in Cos Cob, Connecticut) war ein US-amerikanischer Bankier und Philanthrop.

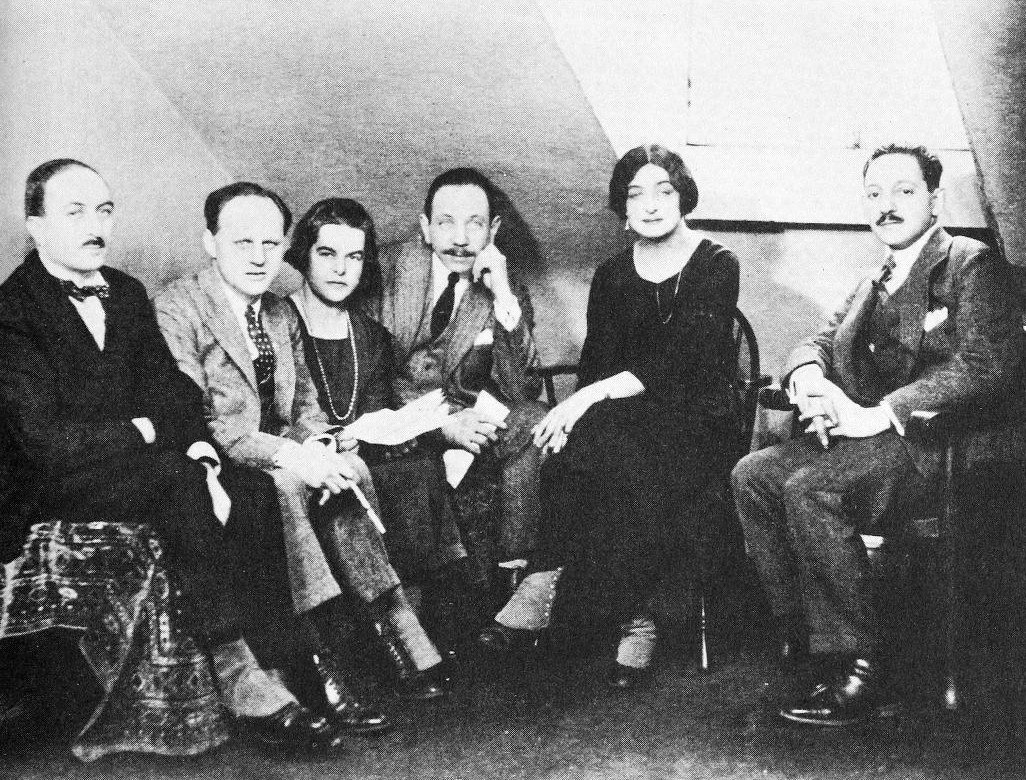
Maurice Wertheim als Co-Direktor der Theatre Guild (1923) (dritter von rechts)

## Leben
Maurice Wertheim entstammte einer wohlhabenden jüdischen Familie aus New York. 1906 erzielte er einen Bachelor- und 1907 einen Master-Abschluss an der Harvard University. 1907 wurde er Vizepräsident der von seinem Vater Jacob Wertheim geleiteten United Cigar Manufacturing Company. Als der Vater sich 1913 aus dem Geschäft zurückzog, verließ auch Maurice das Unternehmen. 1915 trat Wertheim in die Investmentbank Hallgarten & Company ein. Im Jahr 1927 machte er sich selbstständig und gründete mit Wertheim and Co. eine eigene Investmentbank. Außerdem war er zeitweise Mitglied des Direktoriums verschiedener weiterer Firmen, darunter die Underwood Typewriter Company, die Cuban Atlantic Sugar Company, die Hat Corporation of America und die Bond Stores Company.
Sein großes Vermögen erlaubte es Wertheim, sich vielfältig philanthropisch zu betätigen. Er engagierte sich vor allem für die Künste, Bildungseinrichtungen, den Umweltschutz, den Schachsport und jüdisch-amerikanische Belange. Er gehörte den Kuratorien der Federation of Jewish Philanthropies of New York, der American Wildlife Foundation und des Mount Sinai Hospital an. Außerdem war er Mitbegründer der New York Theatre Guild. Als die liberale Zeitschrift The Nation während der Great Depression in finanzielle Schwierigkeiten geriet, bewahrte Wertheim sie vor dem Einstellen und fungierte von 1935 bis 1937 als ihr Verleger.
Während des Zweiten Weltkrieges gehörte Wertheim dem War Production Board und dem Board of Economic Welfare an. Als Präsident des American Jewish Committee bemühte er sich von 1941 bis 1943 darum, Vertreter widerstreitender Richtungen zu versöhnen. Im Jahr 1947 stiftete Wertheim den USA ein Areal von über 700 Hektar an der Südküste von Long Island, das heute unter der Bezeichnung Wertheim National Wildlife Refuge als Naturreservat ausgewiesen ist.
Maurice Wertheim starb am 27. Mai 1950 im Alter von 64 Jahren auf seinem Landsitz in Cos Cob in Connecticut an einem Herzanfall. Er hinterließ dem Fogg Art Museum der Harvard University die Maurice Wertheim Collection, eine bedeutende Sammlung von Gemälden französischer Impressionisten.

## Privates
Maurice Wertheim war dreimal verheiratet. Aus der ersten Ehe mit Alma Morgenthau, einer Tochter von Henry Morgenthau senior, gingen drei Töchter hervor, darunter die Journalistin und Historikerin Barbara Tuchman.